# Темпель, Эрнст Вильгельм Леберехт
Эрнст Вильге́льм Ле́берехт Те́мпель (нем. Ernst Wilhelm Leberecht Tempel; 1821—1889) — немецкий астроном и художник-литограф, первооткрыватель 5 астероидов и 12 комет.
Эрнст Темпель родился 4 декабря 1821 года в саксонском городе Нидеркуннерсдорфе. В 1837 году учился литографскому делу в Мейсене. В 1840 году отправился в многолетнее путешествие по Европе, посетил Копенгаген, Стокгольм и Христианию (нынешний Осло).
В 1858 году поселился в Венеции, открыв литографскую мастерскую. Вскоре женился. Весьма успешно выполнял заказы учёных по изготовлению иллюстраций. Будучи с юных лет увлечён астрономией, соорудил четырёхдюймовый телескоп и с его помощью со смотровой башни Палаццо Контарини дель Боволо в Венеции он открыл 2 апреля 1859 года комету С/1859 G1, а 19 октября 1859 года — туманность Меропа в скоплении Плеяд. В 1860 году получил приглашение в обсерваторию Марселя. Работая в этом французском городе, открыл ещё ряд небесных тел, в частности астероидов и комет. Ему принадлежат открытия астероидов (64) Ангелина, (65) Кибела, (74) Галатея, (81) Терпсихора и (97) Клото (см. список астероидов).
В 1870 года в связи с началом франко-прусской войны Темпель был вынужден покинуть Францию и вернуться в Италию. В 1875 г. возглавил обсерваторию в г. Арчетри близ Флоренции.
16 марта 1889 г. Темпель скончался в Арчетри.
В честь Темпеля назван астероид (3808) Темпель и кратер на Луне.